# Chemung megye
Chemung megye az Amerikai Egyesült Államokban, azon belül New York államban található. Megyeszékhelye és legnagyobb városa Elmira. Lakosainak száma 84 148 fő (2020. április 1.). Chemung megye Bradford, Tioga, Tompkins, Tioga, Schuyler és Steuben megyékkel határos.

## Népesség
A megye népességének változása:
| Lakosok száma | 88 940 | 88 939 | 89 147 | 88 506 | 87 071 | 84 148 |
|               | 2010   | 2011   | 2012   | 2013   | 2015   | 2020   |